# Liga Premier de Ucrania 2012-13
La temporada 2012-13 fue la 22.ª edición de la Liga Premier de Ucrania desde su creación y la quinta desde su reorganización bajo el formato actual. El Shajtar Donetsk revalidó su título de campeón de Ucrania.
Un total de dieciséis equipos participaron en la liga, los catorce clubes de la temporada 2011/12 y dos clubes ascendidos de la Persha Liha 2011/12. La temporada comenzó el 13 de julio de 2012, cuando el Karpaty Lviv visitó Lutsk y empató 1-1 contra el Volyn Lutsk. La competición tuvo un receso invernal desde el 1 de diciembre hasta el 3 de marzo de 2013. La fecha de finalización del campeonato fue el 26 de mayo de 2013.

## Equipos
El Obolón Kiev, 15º clasificado, y el PFC Oleksandria, 16º y último clasificado de la Liga Premier de Ucrania 2011/12, fueron relegados a la Persha Liha ucraniana al final de la temporada anterior.
Los dos equipos relegados fueron reemplazados por el campeón y subcampeón de la Persha Liha 2011/12, el Hoverla Uzhhorod y el Metalurg Zaporizhia, respectivamente.
Antes del comienzo de la temporada, el Hoverla-Zakarpattia Uzhhorod cambió su nombre a Hoverla Uzhhorod.

## Estadios
| #  | Estadio              | Club                  | Capacidad |
| -- | -------------------- | --------------------- | --------- |
| 1  | NSC Olimpiyskiy      | Dinamo Kiev           | 70.050    |
| 2  | Donbass Arena        | Shajtar Donetsk       | 52.518    |
| 3  | OSC Metalist         | Metalist Járkov       | 40.003    |
| 4  | Arena Lviv           | Karpaty Lviv          | 34.910    |
| 4  | Arena Lviv           | Hoverla Uzhhorod      | 34.910    |
| 5  | Estadio Chernomorets | Chernomorets Odessa   | 34.164    |
| 6  | Dnipro Arena         | Dnipro Dnipropetrovsk | 31.003    |
| 7  | Estadio Metalurg     | Kryvbas Kryvyi Rih    | 29.783    |
| 8  | Estadio Ukraina      | Karpaty Lviv          | 28.051    |
| 9  | Estadio Vorskla      | Vorskla Poltava       | 24.750    |
| 10 | Estadio Avanhard     | Zarya Lugansk         | 22.288    |
| 11 | RSC Lokomotiv        | SC Tavriya Simferopol | 19.978    |
| 11 | RSC Lokomotiv        | Arsenal Kiev          | 19.978    |
| 12 | Estadio Dinamo       | Arsenal Kiev          | 16.873    |
| 13 | Estadio Illichivets  | Illichivets Mariupol  | 12.680    |
| 14 | Estadio Avanhard     | Volyn Lutsk           | 12.080    |
| 15 | Estadio Avanhard     | Hoverla Uzhhorod      | 12.000    |
| 16 | Slavutych-Arena      | Metalurg Zaporizhia   | 11.983    |
| 17 | Estadio Metalurg     | Metalurg Donetsk      | 5.094     |

### Cuerpo técnico y uniformes
| Equipo                | Ciudad         | Entrenador             | Capitán              | Firma deportiva | Patrocinador |
| --------------------- | -------------- | ---------------------- | -------------------- | --------------- | ------------ |
| Arsenal Kiev          | Kiev           | Yuri Bakálov           | Volodímir Arzhánov   | Nike            |              |
| Chernomorets Odessa   | Odesa          | Román Grigorchuk       | Dmitro Bezotosnyi    | Nike            | Imexbank     |
| Dnipro Dnipropetrovsk | Dnipropetrovsk | Juande Ramos           | Ruslán Rotán         | Nike            | Biola        |
| Dinamo Kiev           | Kiev           | Oleg Blojín            | Oleksandr Shovkovski | adidas          | PrivatBank   |
| Hoverla Uzhhorod      | Úzhgorod       | Oleksandr Sevídov      | Oleksandr Nad        | adidas          | —            |
| Illichivets Mariupol  | Mariúpol       | Mikola Pávlov          | Adrián Pukánych      | Nike            | —            |
| Karpaty Lviv          | Leópolis       | Yuri Diachuk-Stavitski | Ígor Judobiak        | Joma            | Favbet       |
| Kryvbas Kryvyi Rih    | Krivói Rog     | Bandera de Ucrania     | Vitali Lisitski      | Nike            | —            |
| Metalist Járkov       | Járkov         | Mirón Markévich        | José Ernesto Sosa    | adidas          | VETEK        |
| Metalurg Donetsk      | Donetsk        | Yuri Maksímov          | Viacheslav Checher   | Umbro           | ISD          |
| Metalurg Zaporizhia   | Zaporiyia      | Serhiy Zaitsev         | Serhiy Rudyka        | Nike            | Zaporizhstal |
| Shajtar Donetsk       | Donetsk        | Mircea Lucescu         | Darijo Srna          | Nike            | SCM          |
| Tavriya Simferopol    | Simferópol     | Oleg Luzhny            | Vladímir Yezerski    | Puma            | Titan        |
| Volyn Lutsk           | Lutsk          | Vitali Kvartsiany      | Serhiy Simínin       | adidas          | —            |
| Vorskla Poltava       | Poltava        | Serhiy Svistun         | Serhiy Dolganski     | adidas          | Ferrexpo     |
| Zarya Lugansk         | Lugansk        | Yuri Vernidub          | Mikita Kameniuka     | Nike            | Holsten      |

## Clasificación
- Actualización final el 21 de mayo de 2016.

| --- | Pos. | Equipos               | PJ | PG | PE | PP | GF | GC | DIF | PTS |
| --- | ---- | --------------------- | -- | -- | -- | -- | -- | -- | --- | --- |
|     | 1.   | Shajtar Donetsk       | 30 | 25 | 4  | 1  | 82 | 18 | +64 | 79  |
|     | 2.   | Metalist Járkov       | 30 | 20 | 6  | 4  | 59 | 25 | +34 | 66  |
|     | 3.   | Dinamo Kiev           | 30 | 20 | 2  | 8  | 55 | 23 | +32 | 62  |
|     | 4.   | Dnipro Dnipropetrovsk | 30 | 16 | 8  | 6  | 54 | 27 | +27 | 56  |
|     | 5.   | Metalurg Donetsk      | 30 | 14 | 7  | 9  | 45 | 35 | +10 | 49  |
|     | 6.   | Chernomorets Odessa   | 30 | 12 | 7  | 11 | 32 | 36 | -4  | 43  |
|     | 7    | Kryvbass Kryvy Ryh1   | 30 | 12 | 7  | 11 | 36 | 41 | -5  | 43  |
|     | 8    | Arsenal Kiev          | 30 | 10 | 9  | 11 | 34 | 41 | −7  | 39  |
|     | 9.   | Illichivets Mariupol  | 30 | 10 | 8  | 12 | 30 | 32 | -2  | 38  |
|     | 10.  | Zarya Lugansk         | 30 | 10 | 7  | 13 | 32 | 43 | -11 | 37  |
|     | 11.  | Tavriya Simferopol    | 30 | 10 | 5  | 15 | 27 | 46 | -19 | 322 |
|     | 12.  | Vorskla Poltava       | 30 | 8  | 7  | 15 | 31 | 36 | −5  | 31  |
|     | 13.  | Volyn Lutsk           | 30 | 7  | 8  | 14 | 26 | 45 | −19 | 29  |
|     | 14.  | Karpaty Lviv          | 30 | 7  | 6  | 17 | 37 | 52 | −15 | 27  |
|     | 15.  | Hoverla Uzhhorod      | 30 | 5  | 7  | 18 | 29 | 57 | −28 | 22  |
|     | 16.  | Metalurg Zaporizhia   | 30 | 1  | 8  | 21 | 12 | 64 | −52 | 11  |

1 Al Kryvbas Kryvyi Rih se le negó una licencia para la temporada 2013/14 debido a los problemas financieros y fue expulsado, el club desapareció.
2 Al Tavriya Simferopol se le descontaron 3 puntos por no cumplir los acuerdos contractuales con los agentes de jugadores.
|  | Campeón y clasifica a la Liga de Campeones de la UEFA 2013-14.    |
|  | Clasifica a la Liga de Campeones de la UEFA 2013-14.              |
|  | Clasifican a la Liga Europa de la UEFA 2013-14.                   |
|  | Club expulsado después de la temporada por problemas financieros. |

## Estadísticas

### Goleadores
| #      | Jugador           | Goles (pen.) | Equipo           |
| ------ | ----------------- | ------------ | ---------------- |
| 1      | Henrij Mjitaryán  | 25 (1)       | Shajtar Donetsk  |
| 2      | Ideye Brown       | 17           | Dinamo Kiev      |
| 3      | Cleiton Xavier    | 15 (3)       | Metalist Járkov  |
| 4      | Andriy Yarmolenko | 11           | Dinamo Kiev      |
| 4      | Júnior Moraes     | 11 (3)       | Metalurg Donetsk |
| 6      | Serguéi Samódin   | 10           | Kryvbas          |
| 6      | Alex Teixeira     | 10           | Shajtar Donetsk  |
| 6      | Oleksiy Antónov   | 10           | Kryvbas          |
| Fuente |                   |              |                  |

| # | Jugador           | Equipo                   | Asistencias |
| - | ----------------- | ------------------------ | ----------- |
| 1 | Darijo Srna       | Shajtar Donetsk          | 12          |
| 2 | José Sosa         | Metalist Járkov          | 8           |
| 2 | Dmitro Trujin     | Hoverla Uzhhorod         | 8           |
| 2 | Marlos            | Metalist Járkov          | 8           |
| 5 | Volodímir Arjánov | Arsenal Kiev/Volyn Lutsk | 7           |